# Keine Macht für Niemand
Keine Macht für Niemand ist der Name des zweiten Albums und zugleich der Titel eines der wohl bekanntesten Lieder der Band Ton Steine Scherben. Die Doppel-LP von 1972 wird auch als „die Weiße“ bezeichnet, da das Cover sehr schlicht – weißer Hintergrund, schwarze Schrift – gehalten ist.
Das Album als Gesamtwerk, wie auch das Lied Keine Macht für Niemand prangert gesellschaftliche und politische Missstände an. Die Texte fordern zum Widerstand gegen das bestehende System auf. In Die letzte Schlacht gewinnen wir wird die Forderung nach einem Ersetzen des kapitalistischen Systems am deutlichsten. Gleichzeitig ist „Keine Macht für Niemand“ eine parolisierte Übersetzung des Begriffs Anarchie.

## Bedeutung als Schlagwort
Nach Angaben von Rio Reiser stammt die Parole aus der Anarcho-Zeitung Germania. Durchaus nicht unabsichtlich eignet sich der Titel wie auch „Macht kaputt, was euch kaputt macht“ als Schlagwort. So findet sich „Keine Macht für Niemand“ auch heute noch auf Transparenten der anarchistischen, autonomen und alternativen Szene oder als Graffiti auf Häuserwänden – gemäß der Aufforderung im Text „Schreibt die Parole an jede Wand.“
Nach der Bundestagswahl 2005 titelte selbst der Spiegel: „Keine Macht für Niemand“, in Anspielung auf das für Demoskopen und Politiker verwirrende Wahlergebnis.

## Trivia
- Wie auf Warum geht es mir so dreckig? benutzten Rio Reiser und R.P.S. Lanrue noch nicht ihre Künstlernamen.
- Das Doppelalbum erschien in einer weißen Pappkartonbox, beigelegt waren ein Textblatt und in den ersten Auflagen ein Zwille.
- Andreas Baader hielt das Lied Keine Macht für Niemand für „vollkommenen Schmarrn“.[2]
- Die deutsche Rockband Kraftklub benannte ihr drittes Studioalbum Keine Nacht für Niemand in Anlehnung an das Album.

## Titel
1. Wir müssen hier raus! (Rio Reiser, R.P.S. Lanrue) – 5:21
2. Feierabend (Reiser, Lanrue) – 4:41
3. Die letzte Schlacht gewinnen wir (Reiser, Lanrue) – 4:18
4. Paul Panzers Blues (Nikel Pallat, Möbius) – 6:41
5. Menschenjäger (Reiser, Lanrue) – 4:18
6. Allein machen sie Dich ein (Reiser, Lanrue) – 4:41
7. Schritt für Schritt ins Paradies (Reiser, Lanrue) – 6:52
8. Der Traum ist aus (Reiser) – 9:24
9. Mensch Meier (Reiser, Lanrue) – 3:43
10. Rauch-Haus-Song (Reiser) – 3:59
11. Keine Macht für Niemand (Reiser, Lanrue) – 4:08
12. Komm schlaf bei mir (Reiser) – 4:02

## Besetzung
- Rio Reiser – Gesang, Gitarre, Keyboards
- R.P.S. Lanrue – Gitarre, Schlagzeug, Chor
- Kai Sichtermann – E-Bass, Banjo, Chor
- Nikel Pallat – Gesang, Chor
- Jörg Schlotterer – Querflöte, Chor
- Angie Olbrich – Chor
- Anna Schimany – Chor
- Olaf Lietzau – Schlagzeug
- Jochen Petersen – Saxophon
- Klaus Schulz – Kuhglocke
- Gaby Borowski & Rauch-Haus-Chor – Chor
- Eva Zeltner – Chor (Rauch-Haus-Chor)
- Richard Borowski & Klaus Freudigmann – Ton
- Gert Möbius – Originalcover